# Christophe Berra (calciatore)
Christophe Berra (Edimburgo, 31 gennaio 1985) è un ex calciatore scozzese, di ruolo difensore.

## Palmarès

### Club

#### Competizioni nazionali
- Coppa di Scozia: 1

Hearts: 2005-2006
- Scottish Championship: 1

Hearts: 2020-2021